# Pallop Pinmanee
Pallop Pinmanee (thailändisch พัลลภ ปิ่นมณี, RTGS Phanlop Pinmani; * 25. Mai 1936 in Bangkok) ist ein pensionierter thailändischer Heeresoffizier im Rang eines Vier-Sterne-Generals. Er war von 2002 bis 2006 stellvertretender Direktor des Internal Security Operations Command (ISOC). Nach dem Putsch 2006 war er Berater des ISOC, ab 2011 Berater der Ministerpräsidentin Yingluck Shinawatra. Internationale Bekanntheit erlangte der General durch seine Beteiligung an mehreren Militärputschen, durch die Tötung von 32 Aufständischen in der Krue-Se-Moschee in Pattani und das vereitelte Attentat auf den thailändischen Premierminister Thaksin Shinawatra.

## Militärische Laufbahn
Pallop Pinmanee absolvierte 1960 die Chulachomklao-Militärakademie, er gehörte zu deren Abschlussklasse 7, also dem Jahrgang der „Jungtürken“. Seine militärische Karriere begann er in Spezialkommandos, die einen kommunistischen Aufstand unterdrückten. Auch nahm er 1966–67 als Freiwilliger an Operationen im Laotischen Bürgerkrieg teil, wo er 1967 die Führung der Special Thai Ranger Army übernahm. Diese Operationen, die im offiziell neutralem Land Laos durchgeführt wurden, wurden vom CIA finanziert. Sie richteten sich besonders gegen den Ho-Chi-Minh-Pfad, ein Netz von Pfaden und Straßen, mit deren Hilfe die Nordvietnamesen Nachschub nach Südvietnam transportierten und die durch das neutrale Laos führten. Um 1970 war Pallop Angehöriger einer geheimen siebenköpfigen Kommandotruppe, die in verschiedenen Teilen Thailands gezielte Morde an kommunistischen Aufständischen beging.
Anfang der 1970er-Jahre war er für das damalige Communist Suppression Operations Command (CSOC) – Vorläufer des ISOC – in Südthailand eingesetzt, das dort zu dieser Zeit tausende von tatsächlichen oder vermeintlichen Sympathisanten der Kommunistischen Partei Thailands ermordete. Ob Pallop selbst an den Morden im Tambon (Unterbezirk) Lam Sai in der südthailändischen Provinz Phatthalung beteiligt war, wo mehrere hundert Dorfbewohner – zum Teil lebend – von Truppen des CSOC in Ölfässern verbrannt wurden, ist ungewiss. Pallop behauptet in seinen Memoiren, dass er nur die Leiche eines einzigen Verdächtigen, den ein anderer Offizier während einer Befragung getötet habe, in einem solchen Fass verbrennen lassen habe. Aus diesem einen Vorfall sei dann die Fiktion hunderter oder tausender Morde entstanden.
1979 wurde Pallop Kommandant des 19. Infanterieregiments. Dabei leitete er Operationen an der thailändisch-kambodschanischen Grenze. Pallop beteiligte sich mit seinem Regiment am Putschversuch der „Jungtürken“ am 1. April 1981, er rückte mit über 100 Panzern, einem Artillerie- und drei Infanteriebataillonen von seinem Standort in Ostthailand nach Bangkok vor. Der Putsch scheiterte jedoch. Pallop floh nach Laos, wurde aber verhaftet, für zwei Monate inhaftiert und aus dem Militär entlassen. Seit dem gescheiterten Putschversuch, der von General Arthit Kamlang-ek niedergeschlagen wurde, hat Pallop nach eigenen Angaben siebenmal versucht, Arthit umzubringen. 1987 durfte er in den Militärdienst zurückkehren, 1996 wurde er regulär pensioniert.

## Politische Tätigkeit
Noch während seines aktiven Militärdiensts wurde Pallop Pinmanee 1979 in den vom Militär kontrollierten Senat ernannt. 1985 wurde er Berater des Gouverneurs von Bangkok Chamlong Srimuang, eines Klassenkameraden von der Militärakademie. Nach seiner Pensionierung trat er bei der Parlamentswahl 1996 als Kandidat der Demokratischen Partei im Wahlkreis Bangkok 1 an, blieb aber ohne Erfolg. Stattdessen wurde er erneut zum Senator ernannt. 
2002 übernahm er während der Regierung Thaksin Shinawatras den Posten des stellvertretenden Direktors des Internal Security Operations Command (ISOC). Dabei hatte er die besondere Zuständigkeit für die Lösung des Konflikts mit muslimisch-malaiischen Separatisten in den drei südlichsten Provinzen. Er wurde auch zum Leiter des Southern Border Provinces Peace Promotion Command (SBPPC) ernannt, das an die Stelle des von Thaksin aufgelösten Southern Border Provinces Administration Centre (SBPAC) trat. Seine Herangehensweise wurde als die eines „Falken“ (Hardliners) eingeschätzt. Unter seiner Ägide verschärfte sich der Konflikt seit Anfang 2004 massiv. 
Am 28. April 2004 befahl Pallop die Erstürmung der Krue-Se-Moschee in Pattani, in der sich zum Teil jugendliche, mit Macheten bewaffnete Regierungsgegner verschanzt hatten. Dabei setzte er sich über die ausdrückliche Anordnung des für Sicherheitspolitik zuständigen Vize-Ministerpräsidenten Chavalit Yongchaiyudh hinweg, der die Belagerung der Aufständischen in der Moschee durch das ISOC friedlich beenden wollte. Bei der Erstürmung wurden alle 32 Aufständischen in der Moschee getötet. Dadurch wurde der Konflikt weiter befeuert. Pallop wurde daraufhin die Zuständigkeit für den Konflikt im Süden entzogen, er wurde aber nicht entlassen oder angeklagt. Chavalit bezeichnete Pallop trotz seiner Gehorsamsverweigerung als den „General MacArthur von Thailand“. Er veröffentlichte anschließend ein Buch unter dem Titel „Hatte ich Unrecht, Krue Se zu erstürmen?“ (ผมผิดหรือ? ที่ยึดกรือเซะ!, Phom Phit Rue? Thi Yuet Krue Se!), in dem er im Sensationsstil seine angebliche Kühnheit im Vietnamkrieg und der Bekämpfung der Kommunisten darstellte. Das Buch wurde zum Bestseller und machte ihn zum Symbol eines harten militärischen Vorgehens im Süden.
Im August 2006 – während das Land in einer politischen Krise war – wurde Pallops ehemaliger Chauffeur Leutnant Thawatchai Klinchana in der Nähe des Wohnhauses des Ministerpräsidenten Thaksin Shinawatra in Bangkok von der Polizei verhaftet. Im Kofferraum des Fahrzeugs befand sich eine funktionstüchtige Bombe mit 22 Kilogramm Sprengstoff und Dynamitstangen. Pallop galt als ein Kritiker Thaksins, bestritt aber, an der Sache beteiligt gewesen zu sein. Thaksin entließ Pallop als Vizedirektor des ISOC, offiziell, weil dessen Position „nicht mehr notwendig“ sei. Es gab Zweifel, ob der Attentatsversuch echt oder von Thaksin selbst inszeniert war, um während der Krise Unterstützung und Mitgefühl zu gewinnen.
Nach dem Putsch im September 2006, der Thaksin entmachtete, ernannte die Militärjunta Pallop im Mai 2007 zum Berater des ISOC. Während der Korrespondent der New York Times ihn als „Top-Sicherheitsberater“ der Generäle beschrieb, schätzte die Botschaft der Vereinigten Staaten in Bangkok Pallops Rolle als „sehr beschränkt“ ein. Der auf Sicherheitsfragen spezialisierte Politikwissenschaftler Thitinan Pongsudhirak meinte, dass Diplomatie nicht Pallops Stärke sei: „Seine Kompetenz ist, Menschen zu töten und Dinge mit Gewalt zu erledigen.“
Er versöhnte sich mit dem Thaksin-Lager und trat Anfang 2010 der Pheu-Thai-Partei (PTP) bei. Während der Unruhen der „Rothemden“ im Frühjahr 2010 schlug er die Bildung einer „Volksarmee“ vor, die gegen die Regierung kämpfen sollte. Das lehnten die führenden Mitglieder der „Rothemden“ (Nationale Demokratische Allianz gegen Diktatur) aber ab. Pallop wurde auch als ein möglicher Hintermann der „Männer in Schwarz“ genannt, unidentifizierten Schützen, die Regierungskräfte angriffen, von denen sich die Mehrheit der „Rothemden“ aber distanzierte. Nach dem Wahlsieg der PTP 2011 ernannte die neue Ministerpräsidentin Yingluck Shinawatra (Thaksins Schwester) Pallop zu ihrem Berater in Sicherheitsfragen.